# Stéphane Grappelli
Stéphane Grappelli, francoski jazzovski violinist in pianist, * 26. januar 1908, Pariz, Francija, † 1. december 1997,  Pariz, Francija.
S kolegom kitaristom Djangom Reinhardtom je sooblikoval glasbeno zvrst, imenovano jazz manouche (ciganski jazz).

## Življenje
Mati mu je umrla, ko je bil še otrok. Stephanov oče je bil med prvo svetovno vojno vpoklican, zato je Stéphane nekaj časa živel pri umetnici Isadori Duncan v Parizu. Ko se je preselila v New York, je bil primoran oditi v sirotišnico, kjer je živel v velikem pomanjkanju. Tam se je moral boriti za vsak kos kruha in pogosto je močil posteljo. V sirotišnici se je počutil kot v zaporu, zato je ušel na ulice.
Ob potepanju po pariških ulicah je opazil violinista, ki je s premikanjem leve roke ustvarjal melodijo in si s tem služil denar. Pri dvanajstih letih je prejel svojo prvo violino in se jo naučil igrati. Opazoval je tudi pianiste in se tudi sam naučil igranja tega inštrumenta, saj je imel v tistem času vsak bar svoj klavir. V tem obdobju so se z juga Italije množično priseljevali razni delavci, med njimi tudi glasbeniki. Grappelli je začel igrati z neapeljskim kitaristom, kar mu je prineslo večje vsote denarja. Največ sta igrala po barih, kjer sta zbirala napitnine.
Ko se je njegov oče vrnil s fronte, ga je spet vzel k sebi v enosobno stanovanje. Skupaj sta hodila poslušat dela modernih skladateljev tistega časa (Ravela in Debussyja), ki sta jih vedno poslušala z najcenejših sedežev.
Ko je Grappelli oktobra 1923 igral na ulici, ga je mimoidoča vprašala, ali zna brati note. Ponudila mu je delo v orkestru za neme filme, kjer bi zamenjal njenega bolnega moža. Grappelli se ji je zlagal, da jih zna (do tedaj si je navadno melodijo hitro zapomnil in jo je tako odigral). Dobil je službo in se hitro naučil branja not. Delo je potekalo dvakrat po dve uri na dan. V premoru med filmoma so ostali glasbeniki navadno odšli iz kina, on pa je ostal in vadil igranje klavirja.
Z jazzom se je prvič srečal v kinu. Na napravi, ki je bila namenjena zamenjavi orkestra z glasbenimi posnetki iz valja, si je hotel zavrteti svojo najljubšo skladbo Tea for Two, ampak je po pomoti zavrtel skladbo Stumblin' v izvedbi Louisa Mitchella. Sinkopiranje, ki so ga uporabljali črnski glasbeniki, je bilo do tedaj zanj čista neznanka.
Ob igranju v zasedbi saksofonista Andrea Ekyana je leta 1931 spoznal kitarista Djanga Reinhardta. Ob ponovnem srečanju leta 1934 sta zasnovala kvintet Quintette du Hot Club de France, ki je pogosto nastopal v Parizu in posnel več plošč. Med drugo svetovno vojno se je umaknil v London in prekinil sodelovanje z Djangom. Po vojni je redkeje nastopal z njim, pogosto pa je igral z britanskimi glasbeniki.
Umrl je v Parizu 1. decembra 1997 zaradi srčnega popuščanja.